# Voreinstellung
Voreinstellung oder Standardwert bezeichnet in der Technik, insbesondere in der EDV und der Programmierung, den Wert einer Eingabevariable oder eine Softwareeinstellung, die verwendet werden, falls der Benutzer bzw. der Programmierer selbst keinen Wert eingibt oder keine eigenen Einstellungen vornimmt. Im Fachjargon wird auch das aus dem Englischen stammende Wort Default verwendet.
Voreinstellungen können im Programmcode selbst festgelegt sein oder aus externen Datenbeständen (Lookup-Tabellen, Parameterdateien, einer 'registry' etc.) geladen werden. In manchen Anwendungen können sie durch einen bestimmten Befehl wiederhergestellt werden.
Diese Variante der Eingabe von Einstellmöglichkeiten sichert immer einen definierten Zustand oder eine Variable mit einem gültigen Wert. So wird das Bedienen von Geräten und Software sicherer und komfortabler gestaltet. Zumindest ist dies die Absicht bei Hersteller und Entwickler. Oft sind jedoch ungünstig voreingestellte Werte oder Zustände Ursache von unerwünschten Effekten oder gar Fehlfunktionen. Hingegen können intelligent gewählte Voreinstellungen („smart defaults“) die Benutzung einer Software deutlich vereinfachen.